# Кузнецов, Иван Иванович (купец)
Иван Иванович Кузнецов (1847 или 1849 — 8 февраля 1910 года) — красноярский купец и меценат.

## Биография
Воспитывался дома, торговлей занялся с 1875 года. Статус купца получил в 1882.
Был купцом второй гильдии и гласным городской думы. В разное время занимал следующие общественные (выборные) должности: заседатель красноярского городского суда, церковный староста при церкви мужской гимназии, член попечительского совета женской, попечитель сиротского приюта Т. И. Щеголевой, директор комитета Попечительского общества о тюрьмах, попечитель приюта для арестантских детей. Также член сиротского суда, староста Всехсвятской церкви. Входил в состав учётно-ссудного комитета Красноярского отделения госбанка.
Исповедовал православие. Похоронен на Троицком кладбище в Красноярске.

## Награды
Золотые медали на Станиславской и Анненской лентах.

## Память
Двухэтажный дом купца с бакалейным магазином, построенный около 1893—1895 года, после его смерти доставшийся вдове, вошёл в список памятников культуры Красноярска как «Дом Н. А. Кузнецовой с магазином».